# Жуан Афонсу
Жуа́н Афонсу (порт. João Afonso; 1156 — 25 серпня 1164) — португальський інфант. Представник португальського Бургундського дому. Шоста дитина і третій син португальського короля Афонсу I та Матильди Савойської, дочки савойського графа Амадея III. Помер в у 8-річному віці. Сім'я
- Батько: Афонсу I (1109—1185) — король Португалії (1139—1185).
- Мати: Матильда Савойська (1125—1157) — дочка Амадея III, графа Савойського.
- Брати:
  - Енріке (1147—1155) — португальський інфант; помер у дитинстві.
  - Саншу I (1154—1211) — король Португалії (1185—1211).
- Сестри:
  - Уррака (1148—1211) — королева Леону.
  - Тереза (1151—1218) — графиня Фландрії, герцогиня Бургундії.
  - Мафалда (1153—1162) — португальська інфанта; померла в дитинстві.
  - Санша (1157—1166/1167) — португальська інфанта; померла в дитинстві.